# تپه سیزده تپه
تپه سیزده تپه مربوط به دوره اشکانیان - دوره ساسانیان - سده‌های میانه دوران‌های تاریخی پس از اسلام است و در شهرستان همدان، بخش شراء، دهستان جیحون دشت، روستای جیحون آباد واقع شده و این اثر در تاریخ ۱۸ اسفند ۱۳۸۷ با شمارهٔ ثبت ۲۵۱۸۱ به‌عنوان یکی از آثار ملی ایران به ثبت رسیده است.